# Miagrammopes sexpunctatus
Miagrammopes sexpunctatus är en spindelart som beskrevs av Simon 1906. Miagrammopes sexpunctatus ingår i släktet Miagrammopes och familjen krusnätsspindlar. Inga underarter finns listade i Catalogue of Life.